# César Arturo Ramos
César Arturo Ramos (Culiacán, 1983. december 15. –) mexikói nemzetközi labdarúgó-játékvezető. Teljes neve César Arturo Ramos Palazuelos. Polgári foglalkozása hivatásos játékvezető.

## Pályafutása
Játékvezetésből Culiacánban vizsgázott. Vizsgáját követően, 2002/2003-as idénytől a Sinaloa állami Labdarúgó-szövetség által üzemeltetett labdarúgó bajnokságokban kezdte sportszolgálatát. A Mexikói Labdarúgó-szövetség Játékvezető Bizottságának minősítésével 2011-től a Liga 3 asszisztense, 2013-tól bírója. 2004-től a Liga 2, 2008-tól a  Primera A, majd 2011-től a Liga MX játékvezetője. Küldési gyakorlat szerint rendszeres 4. bírói szolgálatot is végez. Liga MX mérkőzéseinek száma: 94 (2011–2015). 
| Időpont          | Helyszín                       | Mérkőzés típusa        | Mérkőzés                  | Eredmény |
| ---------------- | ------------------------------ | ---------------------- | ------------------------- | -------- |
| 2011. július 30. | Estadio Tecnológico, Monterrey | első Liga MX mérkőzése | CF Monterrey–Club Tijuana | 4 – 2    |

A Mexikói labdarúgó-szövetség JB terjesztette fel nemzetközi játékvezetőnek, a Nemzetközi Labdarúgó-szövetség (FIFA) 2014-től tartja nyilván bírói keretében. A FIFA JB központi nyelvei közül a spanyolt beszéli. Több nemzetek közötti válogatott (Labdarúgó-világbajnokság, CONCACAF-aranykupa), valamint CONCACAF-bajnokok ligája klubmérkőzést vezetett, vagy működő társának 4. bíróként segített.
A 2015-ös U20-as labdarúgó-világbajnokságon a FIFA JB bíróként foglalkoztatta.
| Időpont          | Helyszín                  | Mérkőzés típusa              | Mérkőzés                               | Eredmény | Nézők száma |
| ---------------- | ------------------------- | ---------------------------- | -------------------------------------- | -------- | ----------- |
| 2015. május 31.  | Waikato Stadion, Hamilton | csoportmérkőzés (C. csoport) | Portugália–Szenegál                    | 3 – 0    | 10 362      |
| 2015. június 4.  | Városi, Christchurch      | csoportmérkőzés (F. csoport) | Németország–Üzbegisztán                | 3 – 0    | 3393        |
| 2015. június 14. | Városi, Christchurch      | egyik negyeddöntő            | Mali–Német U20-as labdarúgó-válogatott | 1– 1     | 7 007       |

A 2018-as labdarúgó-világbajnokságon a FIFA JB játékvezetőként alkalmazta. Selejtező mérkőzést a CONCACAF zónában vezetett.
| Időpont            | Helyszín                               | Mérkőzés típusa                     | Mérkőzés                            | Eredmény | Nézők száma |
| ------------------ | -------------------------------------- | ----------------------------------- | ----------------------------------- | -------- | ----------- |
| 2015. november 17. | Hasely Crawford Stadium, Port of Spain | (2018 vb) előselejtező (C. csoport) | Trinidad és Tobago–Egyesült Államok | 0 – 0    | 22 809      |

A 2015-ös CONCACAF-aranykupán a CONCACAF JB játékvezetőként foglalkoztatta.
| Időpont           | Helyszín                    | Mérkőzés típusa                    | Mérkőzés                                                     | Eredmény | Nézők száma |
| ----------------- | --------------------------- | ---------------------------------- | ------------------------------------------------------------ | -------- | ----------- |
| 2015. március 25. | Stade de Baduel, Cayenne    | (2015-ös) előselejtező (rájátszás) | Francia Guyana–Honduras                                      | 3 – 1    |             |
| 2015. július 7.   | Toyota Stadion, Frisco      | csoportmérkőzés (A. csoport)       | Amerikai labdarúgó-válogatott–Hondurasi labdarúgó-válogatott | 2 – 1    | 22 357      |
| 2015. július 18.  | M&T Bank Stadion, Baltimore | az egyik negyeddöntő               | Haiti–Jamaica                                                | 0 – 1    | 37 994      |

A 2016. évi nyári olimpiai játékokra a FIFA JB bírói szolgálatra jelölte.
| Időpont             | Helyszín                                    | Mérkőzés típusa              | Mérkőzés         | Eredmény | Nézők száma |
| ------------------- | ------------------------------------------- | ---------------------------- | ---------------- | -------- | ----------- |
| 2016. augusztus 4.  | Estádio Nacional de Brasília, Brazíliaváros | csoportmérkőzés (A. csoport) | Irak–Dánia       | 0 – 0    | 18 000      |
| 2016. augusztus 10. | Arena de São Paulo, São Paulo               | csoportmérkőzés (B. csoport) | Kolumbia–Nigéria | 2 – 0    | 36 702      |